# Comuna (terres comunals)
Una comuna, a Mallorca, és un terreny pertanyent a tots els veïns d'una població. Sovint es localitza a zones marginals de boscs i prats. Segons la forma en la qual es duia la seva administració es diferenciava entre la comuna de bé de propis i la de bé comunal. La comuna de bé de propis, propietat de la universitat (municipi), feia servir els beneficis obtinguts de la seva gestió per a cobrir les despeses dels serveis municipals. La de bé comunal es destinava tan sols a l'aprofitament directe, personal i gratuït dels terrenys pels habitadors de la universitat.
La implantació d'aquests terrenys comuns o 'comunes' a Mallorca va ser molt generalitzada des del segle xiii i, en alguns casos, els terrenys comuns podrien tenir fins i tot orígens precatalans. Tot i que les comunes eren en general terrenys a l'abast dels habitants de les viles, la gestió corresponia al consell de la universitat. Aquesta circumstància en determinà en molts de casos l'alienació per fer front a les necessitats financeres de les viles i posteriorment la rompuda de la garriga per a guanyar noves terres de conreu. En altres casos la universitat de la vila arrendava l'ús de les comunes, dividides en sorts, per a obtenir-ne unes rendes.
A més de terrenys ocupats per boscos i garrigues (utilitzats per a l'obtenció de llenya, caça i pastures), hi havia pous comuns (obtenció d'aigua per persones i bestiars), eres comunes (per a batre els cereals) i quintanes comunes (espais per a guardar el bestiar, sobretot el de pas que utilitzava les vies de transhumància interior de l'illa). A més de les comunes que han perviscut com a tals després de sobreviure als processos de desamortització del segle xix (Bunyola, Lloret), altres han restat vives tan sols a la toponímia.

## Comunes de Mallorca
Les comunes documentades o vives com a topònims són: Alaró, Alcúdia, Algaida, Andratx, Artà, Bunyola, Búger, Caimari, Campanet, Campos, Escorca, Fornalutx, Lloret de Vistalegre, Lloseta, Santa Margalida, Santa Maria del Camí, Son Cervera, Ses Salines i Selva.